# Сан-Хосе-дель-Фрагуа
Сан-Хосе-дель-Фрагуа (исп. San José del Fragua) — город и муниципалитет на юге Колумбии, на территории департамента Какета.

## История
Поселение, из которого позднее вырос город, было основано в 1959 году. Муниципалитет Сан-Хосе-дель-Фрагуа был выделен в отдельную административную единицу 12 ноября 1985 года.

## Географическое положение

Муниципалитет Сан-Хосе-дель-Фрагуа

Город расположен в западной части департамента, в предгорьях Восточной Кордильеры, на берегах реки Фрагуита (Фрагуа-Чорросо), на расстоянии приблизительно 49 километров к юго-западу от города Флоренсия, административного центра департамента. Абсолютная высота — 376 метров над уровнем моря.
Муниципалитет Сан-Хосе-дель-Фрагуа граничит на северо-востоке с территорией муниципалитета Белен-де-лос-Андакиес, на востоке — с муниципалитетом Альбания, на юго-востоке — с муниципалитетом Курильо, на юго-западе и западе — с территорией департамента Каука, на севере — с территорией департамента Уила. Площадь муниципалитета составляет 1228,67 км².

## Население
По данным Национального административного департамента статистики Колумбии, совокупная численность населения города и муниципалитета в 2024 году составляла 13 801 человек.
Динамика численности населения муниципалитета по годам:
| 2005   | 2010   | 2015   | 2020   | 2021   | 2022   | 2023   | 2024   |
| ------ | ------ | ------ | ------ | ------ | ------ | ------ | ------ |
| 13 882 | 14 400 | 14 921 | 13 282 | 13 494 | 13 609 | 13 711 | 13 801 |

## Экономика
Большинство трудоспособного населения занято в сельском хозяйстве.
68,4 % от общего числа городских и муниципальных предприятий составляют предприятия торговой сферы, 20 % — предприятия сферы обслуживания, 11 % — промышленные предприятия, 0,6 % — предприятия иных отраслей экономики.

## Транспорт
Через город проходит национальное шоссе № 65 (исп. Ruta Nacional 65).